# Czyste źródło
Czyste źródło (ros. Сладкий родник) – radziecki krótkometrażowy film animowany z 1982 roku w reżyserii Iwana Aksienczuka oparty na motywach bajki Achmedchana Abu-Bakara.

## Obsada (głosy)
- Wiaczesław Niewinny jako osioł
- Kłara Rumianowa jako owieczka
- Gieorgij Wicyn jako kogut i byczek
- Lew Durow jako dzik

## Wersja polska
Wersja polska: Studio Opracowań Filmów w Warszawie

Reżyseria: Henryka Biedrzycka

Dialogi: Stanisława Dziedziczak

Dźwięk: Stanisław Uszyński

Montaż: Halina Ryszowiecka

Kierownictwo produkcji: Jan Szatkowski, Ewa Choba

Źródło: